# Евразийски съюз
Евразийският икономически съюз (EaEU), известен също като Евразийски съюз (EaU), е икономически съюз, който се създава чрез договор, подписан на 29 май 2014 г. между лидерите на Беларус, Казахстан и Русия. Съюзът официално влиза в сила на 1 януари 2015 г., след като договорът е одобрен от парламентите на трите страни. EaEU създава единен икономически пазар от 171 милиона души и брутен вътрешен продукт от 3 трилиона щатски долара. Договорите, насочени към присъединяването на Армения и Киргизстан към Евразийския икономически съюз, са подписани съответно на 9 октомври и 23 декември 2014 г. Договорът за присъединяването на Армения влиза в сила на 2 януари 2015 г., а на Киргизстан – 6 август 2015 г. Таджикистан също е изразила интерес за присъединяване към организацията.

## История
| На 29 март 1994 година по време на първото си официално посещение в Русия президентът на Казахстан Нурсултан Назарбаев за първи път изразява идеята за Евразийски съюз. През юни същата година е представен интеграционен проект и това е първият официален документ на интеграционния съюз. |  |
| През следващата година – 1995 г. се подписва Договора за митнически съюз между Република Беларус, Република Казахстан и Руската федерация. Същността на договора е да осигури свободно икономическо сътрудничество между икономическите агенции на страните, да гарантира свободна търговия, лоялна конкуренция и да гарантира устойчиво икономическо развитие на страните. Подписването на този договор води до интеграцията в евроазиатския регион. |  |
| На 29 март 1996 година в Москва между Беларус, Казахстан, Киргизстан и Русия се подписва Договора за задълбочаване на икономическата и хуманитарна интеграция. Таджикистан също се присъединява, но през 1998. |  |
| Следващата стъпка е постигната през 1999 г., когато Беларус, Русия, Киргизстан, Казахстан и Таджикистан подписват Договора за митническия съюз и еднаквото икономическо пространство, на 26 февруари в Москва. За да се насърчи съюзът, през 2000 г. държавите създават Евразийска икономическа общност в Астана. |  |
| На 19 септември 2003 година между Русия, Украйна и Беларус се подписва Договор за създаване на единно икономическо пространство в Ялта. Правителствата започват работа по изработване на законова рамка на икономическото пространство, което ще подсигури свободно движение на стоки, услуги, капитал и труд. |  |
| |  |
| По време на неофициална среща на високо равнище, проведена в Сочи през август 2006 г., ръководителите на държавите членки на Евразийската икономическа общност решиха, че Република Беларус, Република Казахстан и Руската федерация трябва да засилят работата си за създаване на Митнически съюз и държави с последващо присъединяване като Република Киргизстан и Република Таджикистан, ще бъде осъществено веднага след като техните икономики са готови да влезнат в съюза. |  |
| |  |
| На 16 октомври 2007 г. в Душанбе е подписан Договорът за създаване на единна митническа територия и създаване на Митнически съюз на Република Беларус, Република Казахстан и Руската федерация. Тя имаше за цел да гарантира свободното движение на стоки във взаимната търговия, да създаде благоприятни условия за търговия между митническия съюз и трети страни и да насърчи икономическата интеграция. |  |
| |  |
| През 2007 година Митническият съюз става факт, въвежда се обща митническа тарифа, отмени се митническия контрол на вътрешните границите между трите държави и движението на стоки помежду им стана свободно. В рамките на три години до 2010 г. са приети 17 осовни международни договора, които подпомагат основата на функционира на Единното икономическо пространство. |  |
| |  |
| През 2011 г., по време на срещата на ръководителите на държавите членки, представители на трите държави подписват Декларация за евроазиатската икономическа интеграция и обявиха прехода към следващия етап на развитие – единното икономическо пространство. Също така бе подписан и Договор за Евразийска икономическа комисия. |  |
| |  |
| През 2011 г. започват първите преговори за присъединяване на страна членка – Република Киргизстан. През декември същата година Върховният евразийски икономически съвет на ниво държавни глави подписват договора за приемане Договорите за създаване на Единното икономическо пространство, които влизат в сила през януари 2012 г. Те биват 50 документа, които установяват „четирите свободи“, а именно свободното движение на стоки, услуги, капитали и труд. На следващия месец започва да работи и Евразийската икономическа комисия със седалище Москва. |  |
| |  |
| През 2014 година, в рамките на няколко месеца съюзът се разширява. В Минск е подписано споразумението за присъединяване на Република Армения, а в Москва след няколко месеца се подписва и споразумението за присъединяване на Република Киргизстан. |  |
| |  |
| Евразийският съюз не е предназначен да бъде политически блок, а икономически съюз. След подписването на споразумението за създаване на EaEU, президентът Путин казва, „Днес ние създаваме мощен, привлекателен център за икономическо развитие, голям регионален пазар, който обединява повече от 170 милиона души“. Бакитжан Сагинтаев, първият заместник-министър на Казахстан и водещ дипломат заявява, „Ние не създаваме политическа организация; ние сформираме чисто икономически съюз. Това е прагматичен начин да се получат финансови облаги. Ние не се бъркаме в това, което Русия прави политически, и те също не могат да ни кажат каква външна политика да предприемаме“. |  |

## Членство
Първоначално Евразийския икономически съюз първоначално се състои от три държави, които са били част от бившия Съветски съюз: Беларус, Казахстан и Русия. Армения и Киргизстан се присъединят преди края на 2015 г., докато Узбекистан и Таджикистан също се надяват да се присъединят в близко бъдеще.
Владимир Путин обявява през ноември 2011 г., че Евразийският съюз ще се изгради върху „най-добрите ценности на Съветския съюз“. Критиците му обаче заявяват, че стремежът към интеграция има за цел да възстанови „Съветската империя“.
Няколко от кандидатите на президентските избори в Киргизстан през 2011 г. подкрепят концепцията. През ноември 2011 г. правителството на Таджикистан заявява, че обмисля членство. Украйна подава заявление да участва в Евразийския съюз като наблюдател през август 2013 г. Членството се разглежда от някои анализатори като ключ към успеха на съюза. Руският натиск над Украйна да се присъедини към Евразийския съюз вместо към Европейския съюз е ключов фактор за Евромайданските протести, които свалиха Виктор Янукович от президентския пост на Украйна и доведоха до Кримската криза. С високо напрежение между Русия и Украйна в навечерието на кризата, бъдещо включване на Украйна изглежда малко вероятно. Украйна е втората по големина икономическа сила измежду 15-те бивши съветски републики. Министър-председателят на Грузия, Бидзина Иванишвили, съобщава през септември 2013 г., че е проучвал възможностите за присъединяване към съюза, въпреки че по-късно пояснява, че основната стратегия на Грузия все още е да се интегрира в Европейския съюз. Руският министър-председател Дмитрий Медведев включва Грузия като възможен бъдещ член в изявления, направени през август 2013 г. През септември 2013 г. Армения обявява решението си да се присъедини към митническия съюз на Беларус, Казахстан и Русия. Президентът на Армения Серж Саркисян обявява решението след преговори с руския президент Владимир Путин в Москва. Президентът Владимир Путин подкрепя решението и обещава да „работи изцяло в посока това да се случи“. Според вестник „Гардиан“ планът на Путин за Евразийския митнически съюз е да се превърне в „мощен, наднационален съюз“ на суверенни държави, също като Европейския съюз, обединявайки икономически и правни системи, митнически служби и военни способности, и да образува мост между Европа и Азия, съперничейки на ЕС, САЩ, Китай и Индия до 2015 г. Русия е най-големият чуждестранен инвеститор в икономиката на Евразия, с инвестиции от общо $3 милиарда (2,27 милиарда евро) през изминалата година. БВП на страната възлиза на $9.9 милиарда (€7,5 милиарда) през 2012 г., според Световната банка.

## Разширение
Президентът на Русия Владимир Путин заяви, че неговата цел е да разшири митническия съюз, така че той да включва всички бивши съветски републики, с изключение на трите балтийски държави, членки на ЕС.
Първото рзширение се осъществята през 2014 година, а именно държави членки стават Армения и Киргизстан.

## Армения
През декември 2012 г. арменският президент Серж Саркисян заявява, че интеграциите в ЕС, ОНД и Евразия не трябва да бъдат взаимно изключващи се. Мая Коциянчик, говорител на Върховния представител на Европейския съюз по въпросите на външните работи и политиката на сигурност, отговаря, че „Ако Армения се присъедини към митническия съюз, това няма да бъде съвместимо със сключване на двустранни споразумения за свободна търговия между ЕС и Армения, защото митническият съюз има обща външна търговска политика и държавата вече няма да има суверенен контрол над своята политика за външна търговия“.
Въпреки че Армения приключва преговорите с Европейския съюз за подписване на споразумение за асоцииране през юли 2013 г., на 3 септември 2013 г., президентът на Армения Серж Саркисян обяви в Москва, че Армения ще се присъедини към митническия съюз на Беларус, Казахстан и Русия. В комюнике от руското правителство се заявява, че „Армения реши да се присъедини към митническия съюз и да предприеме необходимите практически стъпки, за да участва в образуването на Евразийския икономически съюз“. Това решение е често описвано като „обратен завой“ от западните медии. На 2 октомври 2013 г. Саркисян заявява в Парламентарната асамблея на Съвета на Европа, че Армения е готова да подпише договор с ЕС по време на срещата на Източното партньорство във Вилнюс през ноември 2013 г., без частта на Споразумението, отнасящо се за зоната на свободна търговия, което противоречи на арменското членство в митническия съюз на Евразия. Това предложение е отхвърлено от ЕС и не е подписан договор между Армения и ЕС на срещата.
Въпреки че търговията на Армения с членки на ЕС далеч надхвърля тази с членове на митническия съюз на Евразия, Армения е зависима от Русия по отношение на своята сигурност. Алиансът на Армения с Русия се разглежда от Армения като противовес на рязкото увеличение във военните разходи на Азербайджан (Азербайджан купува танкове, артилерийски оръдия и ракетни установки за милиарди щатски долара от Русия през 2011, 2012 и 2013 г.). Това се разглежда от Армения като заплаха, предвид факта, че войната в Нагорни Карабах (въоръжен конфликт, който се провежда от 1991 г. до май 1994 г., де-факто между Армения и Азербайджан) остава нерешена. Русия също така има своя военна база в Армения.

## Подкрепа
Според проучване, проведено от международната асоциация Галъп през октомври 2013 г., 64% от арменците са за членството на Армения в съюза. От шестте фракции в арменското народно събрание, пет са заявили своята подкрепа или липсата на възражение срещу решението на правителството да се присъедини към съюза. Левон Тер-Петросян, първият президент на Армения и лидер на опозицията, Арменски национален конгрес, заявява по време на митинг на 1 март 2014 г., че решението е необратимо.

## Опозиция
Сред най-забележителните противници на членството на Армения към Съюза са четиримата бивши министри на външните работи: Таню Хованисян (1991 – 92), Вахан Папасян (1993 – 96), Александър Арзуманян (1996 – 98) и Вартан Осканян (1998 – 2008). Хованисян, който официално е на второ място в президентските избори през 2013 г., заявява, че чрез присъединяването си към съюза Армения „ограничава суверенитета си“. Партията на Хованисян е единствената политическа партия в Народното събрание, която е заявила своята опозиция. Други значими политици, които са заявили несъгласието си, са бившият министър-председател Арам Саркисян и съветският дисидент Паруйр Айрикян.

## Азербайджан
Противопоставяне на споразумението идва от икономическия министър на Азербайджански, който посочва, че страната не е готова да се присъедини към съюза.

## Грузия
През септември 2013 г., по време на интервю министър-председателят Бидзина Иванишвили изразява отвореност за възможността Грузия да се присъедини към митническия съюз „ако това ще бъде изгодно за нашата страна“.

## Киргизстан
Киргизстан е заявила желанието си да се присъедини към митническия съюз. През октомври 2011 г. действащият премиер на Киргизстан съобщава, че страната му ще се присъедини към съюза, както и че този процес е договорен с министър-председателите на другите държави членки.

## Молдова
На 2 февруари 2014 г. автономната териториална единица Гагаузия в Молдова провежда два референдума на тема европейска интеграция. В единия 98,4% са гласували в полза на присъединяване към митническия съюз на Беларус, Казахстан и Русия, докато във втория 97,2% се противопоставят на бъдещата интеграция с ЕС. 98,9% също поддържат тезата, че Гагаузия може да обяви независимост, ако Молдова се обедини с Румъния. Същестувва загриженост в Гагаузия, че молдовската интеграция с ЕС може да доведе до такова обединение с Румъния, което не се харесва в автономния регион.

## Таджикистан
Таджикистан планира да се присъедини към митническия съюз.

## Турция
Декларация от Службата на президента на Казахстан на 6 юни 2014 г. съобщава, че президентът на Казахстан Нурсултан Назарбаев подканил президента на Турция, Абдулах Гюл към присъединение към Евразийския икономически съюз. Изявлението е обявено в деня след четвъртото събрание на Съвета за сътрудничество на тюркскоговорещите страни (Тюркския съвет), провело се на 4 и 5 юни в турския пристанищен град Бодрум.

## Украйна
Бившият президент на Украйна Виктор Янукович заявява през ноември 2010 г. и март 2012 г., че Украйна може да се присъедини към Митническия съюз в бъдеще, но че конституцията на Украйна не може да им позволи да се присъединят. Въпреки това, той също така заявява (през април 2010 г.), че Украйна няма да се присъедини към Митническия съюз. Евентуалното споразумение за асоцииране на Украйна с Европейския съюз (ЕС) се разглежда от ЕС като несъвместимо с присъединяването на Украйна към Митническия съюз с Русия, Казахстан и Беларус; според председателя на Европейската комисия, Хосе Мануел Барозу, това би сложило край на шансовете за споразумение. Янукович изказва желание да продължи процедурата за членство на Украйна в ЕС. През май 2011 г. Янукович заявява, че Украйна „търси механизми на сътрудничество, които ще ни позволят да работим с Митническия съюз до степен, която украинските закони и нашите задължения към световните организации като Световната търговска организация позволяват“. Украинският премиер Микола Азаров заявява през декември 2012 г., че Украйна може и следва да си сътрудничи както с Митнически съюз така и с Европейския съюз по едно и също време. През януари 2013 г. президентът Янукович заявява, че е отменил посещението си в Москва през декември 2012, защото страната му все още не е готова да се присъедини към Митническия съюз. Той допълнително заявява, че Украйна се опитва да отговори на законовите изисквания на Митническия съюз, без да навреди на други международни споразумения и че "експерти от двете страни [Украйна и Русия] в момента работят по този въпрос". Въпреки това, той не се ангажира с твърдение, че Украйна ще се присъедини към съюза. Той също така изразява надежда, че споразумението за асоцииране с ЕС ще бъде подписано през 2013 година.
Арсений Яценюк, лидерът на Всеукраинско обединение „Отечество“, втората по големина партия на Украйна, изявява позиция срещу това Украйна да се присъедини към Митническия съюз. Той заявява през декември 2012, че „това Украйна да се присъедини към Митническия съюз означава възстановяването на Съветския съюз в малко по-различна форма и с различно име. Но това означава, че страната ще се превърне в част от Руската империя. Ние знаем историята. Били сме там и не искаме да се върнем там“.
През декември 2012 г. проучване на Демократичната инициативна организация, център Разумков, сочи, че 32% от хората подкрепят присъединяването на Украйна към Митническия съюз. На 25 февруари 2013 председателят на Европейската комисия Барозу отново разясни „Една страна не може в същото време да бъде член на митнически съюз и да бъде в общата зона за свободна търговия с Европейския съюз“. По това време президентът Янукович е в преговори с Русия, за да се „намери най-подходящия модел“ за сътрудничество с Митническия съюз, докато едновременно с това той се опитва да се договори с ЕС за клаузата за свободна търговия и политическо асоцииране. Председателят на Върховната Рада (Украинския парламента) Володимир Рибак отбелязва на 7 март 2013, че „въпросът за Митническия съюз не се обсъжда“.
През октомври 2013 г., Янукович решава да замрази преговорите с ЕС и да предприеме по-тясна икономическа интеграция с Русия, включително евентуално присъединяване към EaEU. Това води до разрастването на движението Евромайдан с масовия опозиционен протест, най-вече в Киев, които го принуждава да напусне властта. Последващото избиране на Петро Порошенко, който е заявява, че би предпочел членство в ЕС, вместо в EaEU, и враждебността към Русия, причинена от участието на руски военни сили в про-руски конфликт в Украйна през 2014 г., правят вероятността Украйна да се присъедини към EaEU много малка.

## Статут на наблюдател
Преговорите за присъждане на статут на наблюдател на Украйна в Митническия съюз се състоят през април/ май 2013 г. Този статут дава на Украйна правото да присъства на заседанията, да се присъединява към подготовката на документи, но изключва правото ѝ на глас. Подписано е споразумението за присъждане на такъв статут на Украйна на 31 май 2013 г. в Минск. Състоянието на Украйна като държава наблюдател не влиза в конфликт с планираното споразумение за свободна търговия с Европейския съюз. Министър-председателят Микола Азаров заявява на 7 юни 2013 г., че „много изгодни условия“, включително „рязко намаляване на цената на природния газ и отмяната на износните мита на суровия петрол“, са били предложени на Украйна, при условие че се присъедини към Митническия съюз, но подчертава, че членството ѝ в Световната търговска организация, както и свързаните с това споразумения, са предотвратили това да се случи. Този статут ще бъде отменен при положение, че Украйна влезе в Европейския съюз.

## Донецка народна република
Самопровъзгласилата се Народна република Донецк е изразила интерес за присъединяване към Митническия съюз.

## Узбекистан
Ръководителят на горната камара на парламента на Узбекистан Илгизар Собиров показва подкрепа за присъединяване към руския търговски блок на 12 ноември 2013 г. след среща с делегация от горната камара на руския парламент. Въпреки това, на 29 май президентът на Узбекистан Ислам Каримов разкритикува Евразийския съюз въз основа на загубата на суверенитет и изрази несъгласието си с проекта.

## Прогнозирано икономическо въздействие
EaEU ще има значителен потенциал през следващите две десетилетия. Експерти предвиждат ръст от 25% в БВП на държавите членки през 2030 г., което се равнява на над 600 млрд. долара. Споразумението ще даде на гражданите на държавите членки достъп до работни места и образование на територията на съюза. Той също така ще доведе до съвместни проекти в много сектори, включително селското стопанство, енергетиката, технологиите и транспорта.

## Споразумения за свободен пазар
Виетнамският президент Труонг Тан Санг посочва през юли 2012, че Виетнам може да се присъедини към Митническия съюз „ако има политическо желание от управляващите органи на страната, както и от партньорите в Беларус и Казахстан, ние скоро ще бъдем в състояние да започнем този процес“. Митническият съюз приключва споразумение за проучване на възможностите за свободната търговия (FTA) на Виетнам през ноември 2012 г. Руският премиер Дмитрий Медведев заявява през ноември 2012, че преговорите по споразумението за свободна търговия ще започнат в началото на 2013 година. Виетнамски служители оценяват през септември 2012, че преговорите може да отнемат две години. Търговията между Виетнам и Митническия съюз през 2011 г. е изчислена на 2,240 милиарда USD.
Както е обявено от руския вицепремиер Аркадий Дворкович на 9 декември 2013 г., Израел обмисля подписването на споразумение за свободна търговия с Митническия съюз.

## Съществуващите проекти за интеграция
Митническия съюз на Евразийската икономическа общност вече донесе частична икономическа интеграция между трите страни, и Евроазиатския икономически съюз се счита за продължаването на този митнически съюз. Въпреки това, въздействието на това споразумение е ясно – търговията между трите държави всъщност спадна с 13% през първата година на споразумението.
Редица други регионални организации също така предоставят основа за по-нататъшна интеграция: Съюзът между Русия и Беларус; Евроазиатската икономическа общност на Русия, Беларус и Казахстан; Колективната организацията на договора за сигурност, състояща се от Армения, Беларус, Казахстан, Киргизстан, Русия, Таджикистан и страните от Общността на независимите държави, включващ повечето от бившите съветски републики.

## Свобода на движение
Граждани на страните членки на съюза могат да пътуват до други държави членки с вътрешен паспорт. Въпреки че Русия също допуска достъп на граждани на други държави от ОНД без паспорт, се очаква, че след 2015 г. само гражданите на Митническия съюз ще имат тази привилегия.

## Евразийска икономическа комисия
Споразумението, подписано от министър-председателя на Русия Дмитрий Медведев, президента на Казахстан Нурсултан Назарбаев и президента на Беларус Александър Лукашенко създава Евроазийската икономическа комисия, наднационалния надзорен орган на евразийското икономическо пространство, което започва работа на 1 януари 2012 година. Комисията е изградена по модела на Европейската комисия. Седалището на комисията ще бъде в Москва и разходите по инфраструктурата и настаняването на служителите ще бъдат финансирани от Русия, а като цяло бюджета на комисията ще бъде финансиран от всичките три страни в зависимост от данъчния дял в Митническия съюз на Беларус, Казахстан и Русия. Настоящия пазар на трите държави възлиза на около 165 милиона души и има комбиниран БВП от около $ 2,3 трилиона.
Комисията ще се ръководи от съвет, състоящ се от три вицепремиери от правителството на Беларус, правителството на Казахстан и правителството на Русия. Всяка страна ще осигури още трима представители, които ще извършват оперативно управление и ще ръководят ежедневната работа на организацията. Всички тези висши членове ще получат статут на федерални министри в съответните държави. Комисията ще се състои от редица ведомства и по-нисшия персонал ще се състои от 84% руски официални лица, 10% казахи и 6% беларуси, пропорционално на населението на страните-членки. Руският кандидат за място в Съвета на комисията е Виктор Христенко, министър на промишлеността и търговията (Христенко ще трябва да стане заместник министър-председателя, за да заеме поста). Казахстанският и беларуският кандидат остават неизвестни.
Евразийската комисия ще има право да взема решения не само по отношение на митническата политика, но и в такива области като макроикономиката, регулирането на икономическата конкуренция, енергийната политика и финансовата политика. Комисията също така ще участва в държавните поръчки и контрола на трудовата миграция. Споразумението на комисията ще съдържа строги разпоредби за борбата с корупцията. Тогавашният президент на Русия Дмитрий Медведев заявява, че както положителния, така и отрицателния опит на Европейския съюз ще бъде взет под внимание и твърди, че Евразийският съюз ще избегне проблемите на икономическите различия между страните, като на тези от Еврозоната, тъй като страните-членки имат сходно ниво на икономическо развитие, както и обща история и ценности.

## Отговор
Западните анализатори обикновено виждат EaEU като начин да се съберат много от бившите съветски републики. Например, журналистът от „Washington Post“ Абигейл Хаусльонер коментира, че договорът е предназначен „за по-нататъшно засилване на руските връзки с бившите съветски републики.“ САЩ изрази своето противопоставяне на Евразийския съюз, твърдейки, че той е опит да се възстанови съюз от типа на СССР сред бившите съветски републики. През декември 2012 г. бившият държавен секретар Хилъри Клинтън заявява: „Няма да се нарича Съветски съюз. Ще се нарича Митнически съюз, Евразийския съюз или нещо подобно, но нека не се заблуждаваме. Ние знаем каква е целта и се опитваме да открием ефективни начини да забавим или предотвратим процеса".
Въпреки това други анализатори се съмняват съюзът да има някакво реално действие. „Без модернизация и реални икономически реформи, какво би означавал този съюз?“ пита Алексей Малашенко от московския център на „Carnegie Endowment’s“. Коментар публикуван в „The Economist“ гласи „Евразийският икономически съюз трябваше да бъде противотежест на Европейския съюз и Запада. Това сега изглежда малко вероятно“ и „Споразумението е неясно, техническите подробности остават нерешени, което го прави по-скоро политическо шоу, отколкото нещо икономически значимо“.
Казахстанският президент Нурсултан Назарбаев го нарича „трудно извоюваната постижение“ и „благословия за нашите хора“. Въпреки това не всички граждани на Казахстан са доволни от споразумението. Десетки хора, протестиращи срещу споразумението са арестувани в столицата на страната, след като то е подписано.
Индия, Израел, Нова Зеландия, Турция и Виетнам са сред страните, които бързо изразяват желание да създадат търговски споразумения с новия Евразийски икономически съюз след като е подписан договора.

### Поддръжници на Евразийския съюз в България
Сред видните защитници на ЕАС е Стоян Динков, синът на поета Иван Динков. Стоян Динков е и председател на партията „Зелена България“.